# Богард, Винстон
Винстон Ллойд Богард, Уинстон Богард (нидерл. Winston Lloyd Bogarde; род. 22 октября 1970, Роттердам, Южная Голландия) — нидерландский футболист, защитник. Победитель Лиги чемпионов в составе амстердамского «Аякса». Выступал также за итальянский «Милан» и испанскую «Барселону». Последним клубом был английский «Челси», в котором из-за травмы отыграл всего 11 матчей за 4 года. В 2005 году завершил карьеру.

## Биография

### Ранняя карьера
Винстон Богард начал свою карьеру в СВВ в 1988 году, где провёл два сезона, отыграв всего 11 матчей. В 1990 году Винстон перешёл в роттердамскую «Эксельсиор», где так же мало выступал. В 1991 году Винстон подписал контракт с роттердамской «Спартой», где провёл три года.

### «Аякс»
Играя за «Спарту» как основной игрок, он привлёк к себе внимание руководства «Аякса», в который перешёл в 1994 году. Его переход стал удачным, так как выиграл в 1995 Лигу чемпионов вместе с таким игроками как Эдвин ван дер Сар, братья Рональд и Франк Де Бур, Марк Овермарс, Эдгар Давидс, Кларенс Зеедорф, Нванкво Кану, Финиди Джордж, Яри Литманен и Патрик Клюйверт. Богард отлично вписался в состав «Аякса» и позже дебютировал за сборную Нидерландов 13 декабря 1995 года в матче против сборной Ирландии, завершившимся в пользу Нидерландов 2:0.

### «Милан»
«Милан» подписал контракт с Богардом в 1997 году, но в клубе он не был игроком основного состава, что не повлияло на его вызов в сборную Гусом Хиддинком, включившим его в состав сборной Нидерландов на чемпионат мира 1998 во Франции. В одном из матчей чемпионате мира Богард получил тяжёлую травму, а его сборная дошла до полуфинала, где уступила в серии пенальти сборной Бразилии.

### «Барселона»
После чемпионата мира Богард подписал контракт с испанской «Барселоной». Присоединившись к другим голландским футболистам в «Барселоне» в 1998 году при тренере Луи ван Гале. Богард начал барселонскую карьеру весьма хорошо, играя в 19 матчах в своём первом сезоне, но потерял место в составе в последующих сезонах, появившись только в 9 играх.

### «Челси»
Богард перешёл в «Челси» в 2000 году по совету своего соотечественника Марио Мельхиота. Но уже через несколько недель после подписания им контракта с клубом, в «Челси» пришёл новый главный тренер, Клаудио Раньери, который хотел, чтобы Богард покинул команду. Но клубов, желающих предложить футболисту такую же зарплату, как в «Челси» (42000 £ в неделю) не нашлось, и Богард остался в команде на четыре сезона, выйдя на поле за это время всего одиннадцать раз.
8 ноября 2005 года он объявил об завершении своей карьеры, не найдя себе нового клуба после ухода из «Челси» в 2004 году.

## Тренерская карьера
В июне 2017 года Винстон стал ассистентом Михаэла Рейзигера в резервной команде «Аякса» — «Йонг Аякс», выступавшей в первом дивизионе. В декабре того же года, после увольнения Марсела Кейзера и его тренерского штаба, Райцигер и Богард были временно назначены тренерами основной команды. В первой игре под их руководством «Аякс» одержал в чемпионате волевую победу на командой «Виллем II».

## Статистика

### Матчи Богарда за сборную Нидерландов
| Матчи Богарда за сборную Нидерландов | Матчи Богарда за сборную Нидерландов | Матчи Богарда за сборную Нидерландов | Матчи Богарда за сборную Нидерландов | Матчи Богарда за сборную Нидерландов | Матчи Богарда за сборную Нидерландов |
| ------------------------------------ | ------------------------------------ | ------------------------------------ | ------------------------------------ | ------------------------------------ | ------------------------------------ |
| №                                    | Дата                                 | Соперник                             | Счёт                                 | Голы Богарда                         | Соревнование                         |
| 1                                    | 13 декабря 1995                      | Ирландия                             | 2:0                                  | —                                    | Чемпионат Европы 1996 (отбор)        |
| 2                                    | 24 апреля 1996                       | Германия                             | 0:1                                  | —                                    | Товарищеский матч                    |
| 3                                    | 4 июня 1996                          | Ирландия                             | 3:1                                  | —                                    | Товарищеский матч                    |
| 4                                    | 10 июня 1996                         | Шотландия                            | 0:0                                  | —                                    | Чемпионат Европы 1996                |
| 5                                    | 13 июня 1996                         | Швейцария                            | 2:0                                  | —                                    | Чемпионат Европы 1996                |
| 6                                    | 18 июня 1996                         | Англия                               | 1:4                                  | —                                    | Чемпионат Европы 1996                |
| 7                                    | 22 июня 1996                         | Франция                              | 0:0 (4:5 пен.)                       | —                                    | Чемпионат Европы 1996                |
| 8                                    | 5 октября 1996                       | Уэльс                                | 3:1                                  | —                                    | Чемпионат мира 1998 (отбор)          |
| 9                                    | 6 сентября 1997                      | Бельгия                              | 3:1                                  | —                                    | Чемпионат мира 1998 (отбор)          |
| 10                                   | 11 октября 1997                      | Турция                               | 0:0                                  | —                                    | Чемпионат мира 1998 (отбор)          |
| 11                                   | 21 февраля 1998                      | США                                  | 2:0                                  | —                                    | Товарищеский матч                    |
| 12                                   | 24 февраля 1998                      | Мексика                              | 3:2                                  | —                                    | Товарищеский матч                    |
| 13                                   | 1 июня 1998                          | Парагвай                             | 5:1                                  | —                                    | Товарищеский матч                    |
| 14                                   | 5 июня 1998                          | Нигерия                              | 5:1                                  | —                                    | Товарищеский матч                    |
| 15                                   | 20 июня 1998                         | Республика Корея                     | 5:0                                  | —                                    | Чемпионат мира 1998                  |
| 16                                   | 25 июня 1998                         | Мексика                              | 2:2                                  | —                                    | Чемпионат мира 1998                  |
| 17                                   | 9 октября 1999                       | Бразилия                             | 2:2                                  | —                                    | Товарищеский матч                    |
| 18                                   | 23 февраля 2000                      | Германия                             | 2:1                                  | —                                    | Товарищеский матч                    |
| 19                                   | 29 марта 2000                        | Бельгия                              | 2:2                                  | —                                    | Товарищеский матч                    |
| 20                                   | 15 ноября 2000                       | Испания                              | 2:1                                  | —                                    | Товарищеский матч                    |

Итого: 20 матчей / 0 голов; 12 побед, 6 ничьих, 2 поражения.

## Достижения
«Аякс»
- Чемпион Эредивизи (2): 1994/95, 1995/96
- Победитель Лиги чемпионов УЕФА: 1995
- Обладатель Суперкубка УЕФА: 1995
- Обладатель Межконтинентального кубка: 1995
- Обладатель Суперкубка Нидерландов (2): 1994, 1995
- Итого: 7 трофеев

«Барселона»
- Чемпион Примеры (2): 1997/98, 1998/99
- Обладатель Суперкубка УЕФА: 1997
- Обладатель Кубка Испании: 1998
- Итого: 4 трофея